# 弗蘭·貝爾特蘭
弗朗西斯科·何塞·贝尔特兰·佩纳多（西班牙語：Francisco José Beltrán Peinado；1999年2月3日—），西班牙足球運動員，現效力西甲球會塞爾塔，司職中場。

## 俱樂部生涯
皇家馬德里和馬德里競技早在貝爾特蘭8歲的時候，就邀請他加入他們的青訓。
貝爾特蘭在他14歲的時候決定離開赫塔費，進入了巴列卡诺青訓系統。在那裡，他很快就晉升到了一線隊，並於17歲零199天的時候就在西乙完成了首秀，他在中場位置完成了出色的表現。
貝爾特蘭為巴列卡諾出場了31場比賽，在3-2負於特內里費的比賽中以一記遠射打入了他的首個一線隊進球。他在巴列卡諾贏得2017/18賽季西乙冠軍的過程中，他表現出色，共計出戰40場比賽。之後在2018年8月塞爾塔簽入了當時年僅19歲的貝爾特蘭。
2019/20賽季末，貝爾特蘭再次成為塞爾塔首發名單的成員。在2020年7月對陣馬德里競技的比賽中，貝爾特蘭以一記精彩的凌空抽射攻入一個進球。
在11月球隊以3-1戰勝格拉納達的比賽中，他與隊友聯手攻入關鍵一球，他也在12月份4-0戰勝加的斯的比賽中助攻貝爾特蘭打進精彩一球。

## 外部連結
- 弗蘭·貝爾特蘭在BDFutbol中的档案
- Soccerway資料庫：弗蘭·貝爾特蘭